# نجوا کننده مرگ
نجوا کننده مرگ (همچنین با نام Tee Yod شناخته می شود؛ تایلندی: ธี่หยด) یک فیلم تایلندی ترسناک فراطبیعی از رمان «تی یود» نوشته کریتانون در سال ۲۰۲۳ است.

## طرح
داستان با یک خانواده تایلندی چینی در دهکده ای دور از تمدن در سال ۱۹۷۲ در استان کانچانابوری اتفاق می افتد.  خانواده ای کشاورز با شش فرزند شامل سه پسر به ترتیب یاک، یوس، ید و سه دختر به نام های یاد، یام، یی،ناگهان برای دختر جوانی در روستا وحشت اتفاق افتاد.  
زمانی که او به دلایل مرموز ناگهان می میرد.  خیلی زود برای این خانواده اتفاق افتاد.  وقتی سه دختر در راه خانه به مدرسه با زنی مرموز و شبح‌آلود با لباس مشکی روبرو می‌شوند. مدتی بعد یام با علائم عجیبی بیمار شد.  قیافه اش به حالتی ترسناک تبدیل شد.  همراه با صداهای وهم انگیزی که یاد در نیمه های شب شنید. این یک "تی ید، تی یود" تکرار شده است.
وقتی خانواده با چنین تهدیدی فراطبیعی مواجه است.  سرباز سابق و پسر بزرگ خونگرم یاک باید به خانه برگردد تا همه مشکلات را حل کند.